# 3kipa
3kipa (styl. 3KIPA) – singel Ekipy Friza z debiutanckiego albumu studyjnego Sezon 3. Singel został wyprodukowany przez wytwórnię DonPro i wydany 8 marca 2021 na platformie YouTube. Teledysk do piosenki w serwisie YouTube liczy obecnie ponad 100 milionów odsłon i w 2021 roku znalazł się na pierwszym miejscu listy najchętniej oglądanych filmów na YouTube w Polsce, przygotowanej przez Google. 
W 2021 roku wideo zdobyło 15 mln wyświetleń w tydzień od swojej publikacji, pobijając rekord przyrostu ilości odsłon na polskim YouTube, ustanowiony wcześniej przez Sylwestra Wardęgę z filmem "Mutant Giant Spider Dog".
Teledysk do klipu był kręcony w Dubaju i na Zanzibarze.

## Certyfikat
| Kraj          | Certyfikat | Sprzedaż |
| ------------- | ---------- | -------- |
| Polska (ZPAV) | diament    | 100 000+ |